# Världsmästerskapet i utomhushandboll för herrar 1955
Världsmästerskapet i utomhushandboll för herrar 1955  var fjärde mästerskapet och spelades från 29.juni 1955 till10 juli 1955 i Västtyskland. Mästerskapets organisatör var IHF.
De 33 matcherna under turneringen spelades på 33 olika orter i 32 olika kommuner i Västtyskland. Oberhausen  med en match Volkspark-Stadion Sterkrade och en i Stadion Niederrhein i stadsdelen Osterfeld fick två matcher. I dagens Mönchengladbach spelades också två matcher men 1955 var Rheydt en självständig kommun.  Finalen spelades på i Dortmunds stadion Rote Erde (Röda jorden) och sågs av 50 000 åskadare enligt det tyska handbollsförbundets krönika från 1972. 
I finalen besegrade Västtyskland Schweiz med 25–13 (11–7 i halvtid). I finalen blev åtta västtyska spelare målskyttar med Bernhard Kempa med 7 mål och  Hein Dahlinger med sex stod för över hälften. Bäste målskytt i turneringen blev Stig Nilsson, Sverige med 25 mål av lagets totalt gjorda mål 45. Flest mål för mästarlaget gjorde Bernhard Kempa med 22 mål.

## Deltagande nationer
17 lag deltog: Österrike, Belgien, Danmark, Finland, Frankrike, Tyskland, Jugoslavien, Luxemburg, Nederländerna, Norge, Portugal, Saarland, Spanien, Sverige, Schweiz, Tjeckoslovakien och Ungern. Det spelades först i ett gruppspel med sex grupper, sedan en mellanliggande runda med två grupper med fyra där allaspelade mot alla i gruppen och avslutade med finalsppel där platserna 1–8 avgjorde genom final, bronsmatch match om femte och sjundeplats. 17 deltagande lag var rekord för mästerskap i utomhushandboll.

## Inledande omgång
I den inledande omgången var det fem grupper med tre och en med två lag. De sex gruppvinnarna och de två bästa tvåorna (Österrike och Sverige) kvalificerade sig för mellanrundan.

### Grupp 1
| Placering | Land     | Spelade | Vunna | IOavgjorda | Förlorade | Mål   | Diff. | Poäng |
| --------- | -------- | ------- | ----- | ---------- | --------- | ----- | ----- | ----- |
| 1.        | Tyskland | 2       | 2     | 0          | 0         | 31–6  | +25   | 4     |
| 2.        | Portugal | 2       | 1     | 0          | 1         | 18–14 | +4    | 2     |
| 3.        | Norge    | 2       | 0     | 0          | 2         | 7–36  | –29   | 0     |

### Matcher
- 29 juni 1955 Tyskland–Portugal 9–4 Olympiastadion Berlin
- 30 juni 1955 Norge–Portugal 5–14 Weserstadion  Minden
- 1 juli 1955 Tyskland–Norge 22–2 Niedersachsenstadion Hannover

### Grupp 2
| Placering | Land      | Spelade | Vunna | Oavgjorda | Förlorade | Mål   | Diff. | Poäng |
| --------- | --------- | ------- | ----- | --------- | --------- | ----- | ----- | ----- |
| 1.        | Saarland  | 2       | 2     | 0         | 0         | 38–10 | +28   | 4     |
| 2.        | Sverige   | 2       | 1     | 0         | 1         | 29–7  | +22   | 2     |
| 3.        | Luxemburg | 2       | 0     | 0         | 2         | 4–54  | –50   | 0     |

### Matcher
- 29 juni 1955 Sverige–Luxemburg 23–0 Volkspark Stadion Sterkrade Oberhau
- 30 juni 1955 Saarland–Luxemburg 31–4 TiS-Kampbahn Hattingen
- 1 juli 1955 Sverige–Saarland 6–7 Walder Stadion Solingen

### Grupp 3
| Placering | Land    | Spelade | Vunna | Oavgjorda | Förlorade | Mål   | Diff. | Poäng |
| --------- | ------- | ------- | ----- | --------- | --------- | ----- | ----- | ----- |
| 1.        | Schweiz | 2       | 2     | 0         | 0         | 31–14 | +17   | 4     |
| 2.        | Finland | 2       | 1     | 0         | 1         | 18–23 | –5    | 2     |
| 3.        | Spanien | 2       | 0     | 0         | 2         | 17–29 | –12   | 0     |

- 29 juni 1955 Schweiz–Finland 13–7 Städtisches Stadion Lörrach
- 30 juni 1955 Finland–Spanien 11–10 Kinzigsatadion Offenburg
- 1 juli 1955 Schweiz–Spanien 18–7 Möslestadium Freiberg

### Grupp 4
| Placering | Land      | Spelade | Vunna | IOavgjorda | Förlorade | Mål   | Diff. | Poäng |
| --------- | --------- | ------- | ----- | ---------- | --------- | ----- | ----- | ----- |
| 1.        | Frankrike | 2       | 1     | 1          | 0         | 23–15 | +8    | 3     |
| 2.        | Österrike | 2       | 1     | 1          | 0         | 23–16 | +7    | 3     |
| 3.        | Belgien   | 2       | 0     | 0          | 2         | 15–30 | –15   | 0     |

- 29 juni 1955 Österrike–Belgien 15–8 Stadion an Bieberger Berg Offenbach
- 30 juni 1955 Frankrike–Belgien  15–7 Wildparkstadion Karlsruhe
- 1 juli Österrike–Frankrike 8–8 Südweststadion Ludwigshafen

### Grupp 5
| Placering | Land            | Spelade | Vunna | IOavgjorda | Förlorade | Mål   | Diff. | Poäng |
| --------- | --------------- | ------- | ----- | ---------- | --------- | ----- | ----- | ----- |
| 1.        | Tjeckoslovakien | 2       | 2     | 0          | 0         | 26–18 | +8    | 4     |
| 2.        | Ungern          | 2       | 1     | 0          | 1         | 22v20 | +2    | 2     |
| 3.        | Danmark         | 2       | 0     | 0          | 2         | 28–18 | +10   | 0     |

- 29 juni 1955 Danmark–Tjeckoslovakien 10–14 Dantestadion München
- 30 juni 1955 Ungern–Tjeckoslovakien 8–12 Rosenausstadion Augsburg
- 1 juli 1955 Danmark–Ungern  8–14 TSV Stadion Ansbach

### Grupp 6
| Placering | Land          | Spelade | Vunna | IOavgjorda | Förlorade | Mål   | Diff. | Poäng |
| --------- | ------------- | ------- | ----- | ---------- | --------- | ----- | ----- | ----- |
| 1.        | Jugoslavien   | 2       | 2     | 0          | 0         | 34–15 | +19   | 4     |
| 2.        | Nederländerna | 2       | 0     | 0          | 2         | 15–34 | –19   | 0     |

- 29 juni 1955 Nederländerna–Jugoslavien 4–13 Stadion Oberwerth Koblenz
- 1 juli 1955 Jugoslavien–Nederländerna 21–11 Poststadion Bonn

### Bäste andraplacerade lag tabell
| Placering | Land          | Spelade | Vunna | Oavgjorda | Förlorade | Mål   | Diff. | Poäng | Vidare i turneringen |
| --------- | ------------- | ------- | ----- | --------- | --------- | ----- | ----- | ----- | -------------------- |
| 1.        | Österrike     | 2       | 1     | 1         | 0         | 23–16 | +7    | 3     | Ja                   |
| 2.        | Sverige       | 2       | 1     | 0         | 1         | 29–7  | +22   | 2     | Ja                   |
| 3.        | Portugal      | 2       | 1     | 0         | 1         | 18–14 | +4    | 2     | Nej                  |
| 4.        | Ungern        | 2       | 1     | 0         | 1         | 22–20 | +2    | 2     | Nej                  |
| 5.        | Finland       | 2       | 1     | 0         | 1         | 18–23 | –5    | 2     | Nej                  |
| 6.        | Nederländerna | 2       | 0     | 0         | 2         | 15–34 | –19   | 0     | Nej                  |

## Mellanrundan
Två grupper om fyra lag spelade "alla mot alla". Den förstaplacerade i dessa grupper spelade i final för plats 1 och 2, den andraplacerade spelade match om 3:e och 4:e plats, och så vidare.

### Grupp A
| Placering | Land            | Spelade | Vunna | IOavgjorde | Förlorade | Mål   | Diff. | Poäng |
| --------- | --------------- | ------- | ----- | ---------- | --------- | ----- | ----- | ----- |
| 1.        | Tyskland        | 3       | 3     | 0          | 0         | 55–38 | +17   | 6     |
| 2.        | Tjeckoslovakien | 3       | 2     | 0          | 1         | 29–20 | +9    | 4     |
| 3.        | Jugoslavien     | 3       | 1     | 0          | 2         | 29–39 | –10   | 2     |
| 4.        | Österrike       | 3       | 0     | 0          | 3         | 28–44 | –16   | 0     |

- 3 juli 1955 Tyskland–Österrike 21–18 Stadion vid Zoo Wuppertal
- 3 juli 1955 Tjeckoslovakien–Jugoslavien 9–6 Sportpark Wanne.Süd Wanne Echei
- 5 juli 1955 Tyskland–Jugoslavien 23–12 Stadion Niederrhein Oberhausen
- 5 juli 1955 TjeckoslovakienÖsterrike 12–3  Grotenburg Kampbahn Krefeld
- 7 juli 1955 Tyskland–Tjeckoslovakien 11–8 Wedaustadion Duisburg, 50 000 åskådare
- 7 juli 1955 Jugoslavien–Österrike 11–7 Stadion Reinshagen Remscheid

### Grupp B
| Placering | Land      | Spelade | Vunna | IOavgjorda | Förlorade | Mål   | Diff. | Poäng |
| --------- | --------- | ------- | ----- | ---------- | --------- | ----- | ----- | ----- |
| 1.        | Schweiz   | 3       | 3     | 0          | 0         | 31–20 | +11   | 6     |
| 2.        | Sverige   | 3       | 2     | 0          | 1         | 35–25 | +10   | 4     |
| 3.        | Saarland  | 3       | 1     | 0          | 2         | 30–37 | –7    | 2     |
| 4.        | Frankrike | 3       | 0     | 0          | 3         | 28–42 | –14   | 0     |

- 3 juli 1955 Saarland–Sverige 9–12 Jahnstadion, Rheydt
- 3 juli 1955 Schweiz–Frankrike 11–7 Ruhrstadion, Bochum, 8 000 åskådare
- 5 juli 1955 Saarland–Frankrike 13–12 Rheinstadion, Düsseldorf
- 5 juli 1955 Schweiz–Sverige 7–5 Höing, Hagen, 12 000 åskådare
- 7 juli 1955 Saarland–Schweiz 8–13 Stadion Uhlenkrug, Essen, 12 000 åskådare
- 7 juli 1955 Frankrike–Sverige 9–18 Jahnstadion, Hamm, 10 000 åskådare

## Finalspelet
- 9 juli Match för 7:e plats Österrike–Frankrike 11–7 Westkampfbahn, Düren, 5 000 åskådare
- 9 juli Match för 5:e plats Jugoslavien–Saarland 12–15 Jahnstadion, Neuss, 5 000 åskådare
- 9 juli Bronsmatch Tjeckoslovakien–Sverige 13–10 Bökelbergstadion, Mönchengladbach, 10 000 åskådare
- 10 juli finalen Förbundsrepubliken Tyskland–Schweiz 25–13 Stadion Rote Erde, Dortmund, 50 000 åskådare

## Slutställning
| Rang | Land            |
| ---- | --------------- |
| 1    | Västtyskland    |
| 2    | Schweiz         |
| 3    | Tjeckoslovakien |
| 4    | Sverige         |
| 5    | Jugoslavien     |
| 6    | Saarland        |
| 7    | Österrike       |
| 8    | Frankrike       |